# Gianni Sacchi
Gianni Sacchi (Trivero, província de Biella, Itália, 15 de setembro de 1960) é um clérigo italiano e bispo católico romano de Casale Monferrato.
Gianni Sacchi recebeu o sacramento da ordenação para a diocese de Biella em 28 de abril de 1990.
Em 31 de julho de 2017, o Papa Francisco nomeou-o Bispo de Casale Monferrato. Foi ordenado bispo pelo Bispo de Biella, Gabriele Mana, no dia 21 de outubro do mesmo ano na Catedral de Santo Stefano em Biella. Os co-consagradores foram o Arcebispo de Vercelli, Marco Arnolfo, e seu antecessor como Bispo de Casale Monferrato, Alceste Catella. A posse na diocese de Casale Monferrato ocorreu no dia 29 de outubro de 2017.